# Paul DeBach
Paul Hevener DeBach (28 desembre 1914 - 15 febrer 1992) era un entomòleg estatunidenc que era un especialista en control biològic. Va escriure el llibre de gran ressò "Biological Control by Natural Enemies" (Control biològic mitjançant enemics naturals) publicat per primera vegada l'any 1974, el qual va tenir diverses edicions i va ajudar en el desenvolupament del control biològic en camp.
DeBach va néixer a la ciutat de Milles, (Montana, EUA) però va créixer al sud de Califòrnia. Va anar a l'institut FairFax a Hollywood i després a la Universitat de Califòrnia (Los Angeles). Després que es graduara en entomologia va rebre la llicenciatura al 1938. Va continuar els seus estudis a Riverside a l'Estació d'Experimentacó Cítrica sota la supervisió de Harry Scott Smith i va rebre el doctorat l'any 1940 en control biològic. Es va incorporar al l'"US Public Health Service" en 1942 com entomòleg en la investigació sobre el control de la malària, i més tard es va unir al Departament d'Agricultura dels EUA que treballava en el control del corc de l'alfals (Naupactus leucoloma). Va retornar a l'Estació d'Experimentació Cítrica a Riverside després que Segona Guerra Mundial i va treballar allà fins a la seua jubilació l'any 1983.
Paul va ser dels primers entomòlegs en fer cursos formals sobre el control biològic i va escriure el primer referent bibliogràfic, on va definir el camp, "Biological Control by Natural Enemies" (Control biològic mitjançant enemics naturals) al 1974, una segona edició del qual va ser escrita juntament amb David Rosen. Va intentar proporcionar les bases teòriques per l'avaluació i l'elecció d'agents de control biològic. Va estar implicat en mesures de control de la mosca blanca dels cítrics (Aleurothrixus floccosus) a Califòrnia del sud als anys 1970 utilitzant vespes paràsites. Es va realitzar un treball similar per al control. En el curs de la investigació amb vespes paràsites, també va treballar en la taxonomia del gènere Aphytis. DeBach va introduir el "mètode de control" que compara l'efecte d'agents de control biològic enfront del control mitjançant insecticides i va investigar els problemes associats a l'establiment dels agents de control biològic. A més a més, va editar el major treball sobre el "Biological Control of Insect Pests and Weeds" (Control biològic de plagues i males herbes) (1964) i va ajudar en nombroses col·laboracions internacionals sobre el maneig de plagues.